# Fiona Docherty
Pour les articles homonymes, voir Docherty.
Fiona Docherty, née le 1er septembre 1975 ,  est une triathlète et coureuse multi-sports néo-zélandaise, championne du monde de duathlon longue distance en 2003

## Biographie
Fiona Docherty et son frère Bevan grandissent à Taupo, dans l’île du Nord en Nouvelle-Zélande, et fréquente le Tauhara College. Leur père, Ray, est un triathlète passionné et leur mère, Irene, et leurs enfants s'entraînent et font de la compétition avec lui. 
Elle participe à des triathlons et duathlons internationaux de 2002 à 2007 . L'une de ses meilleure courses, est sa première participation au duathlon longue distance Powerman Zofingen en Suisse en 2003, qu'elle remporte. 
En 2007 un syndrome de piriforme et diagnostiqué et elle subit un traitement médical. Elle s'en remet fin 2008 et décide de se concentrer sur la course à pied, et en 2010, décide de se concentrer sur la distance marathon.

## Palmarès
Le tableau présente les résultats les plus significatifs (podium) obtenus sur le circuit international de duathlon et de triathlon depuis 2004.
| Année | Compétition                                       | Pays       | Position          | Temps           |
| ----- | ------------------------------------------------- | ---------- | ----------------- | --------------- |
| 2004  | Triathlon international de Nice                   | France     | Médaille d'argent | 7 h 16 min 48 s |
| 2003  | Championnats du monde de duathlon longue distance | Suisse     | Médaille d'or     | 7 h 37 min 47 s |
| 2003  | Powerman Duathlon                                 | Suisse     | Médaille d'or     | 7 h 37 min 47 s |
| 2003  | Alpharetta ITU Duathlon World Cup                 | États-Unis | Médaille d'argent | 2 h 9 min 26 s  |